# Línea 42 (Córdoba)
La Línea 42 es una línea de transporte urbano de pasajeros de la ciudad de Córdoba, Argentina. El servicio está actualmente operado por la empresa Coniferal.
Anteriormente el servicio de la línea 42 era denominada R8 desde 2002 por T.A.M.S.E., hasta que en septiembre de 2013, TAMSE deja de operar el corredor Rojo y pasan a manos de Aucor hasta que el 1 de marzo de 2014, por la implementación del nuevo sistema de transporte público, la R8 se fusiona como 42 y operada por la misma empresa, más tarde Aucor deja de existir y pasa a manos de ERSA Urbano donde está operó hasta el 1 de marzo de 2024, pasando a manos de Coniferal, si bien la empresa se hizo cargo de la línea el 24 de mayo del mismo año comenzando a operar de a poco el corredor 4.

## Recorrido
De B° Patricios Oeste. Hasta: B° Parque República.
 Servicio diurno.
- Ida: De Martiniano Chilavert y José María Lahora – Granadero Toba – Aberastain Oro – Rotonda Av. Lenadro N. Alem – Av. Agustín Rabello – Av. Florencio Parravicini – Carlos Giménez – José Podesta – Conrado Nale Roxlo – Miguel Cané – Av. Pablo Neruda – Av. Juan B. Justo – Calderón de la barca – Tucumán – Isabel la Católica – Gral. Paz. – José Baigorri – Gianelli – Gino Galeotti – Av. Eduardo Bulnes – Félix Frías – Cochabamba – Faustino Allende – Av. Roque Sáenz Peña – Puente Centenario – Av. Gral. Paz – Av. Vélez Sarsfield – Av. Duarte Quirós – Falucho – Av. Don Bosco – Adolfo Dávila – Av. Santa Ana hasta Peiné.

- Regreso: Av. Santa Ana y Paine – Av. Santa Ana – (Inicio Vuelta Redonda) – Alto Alegre – Cnel. Manuel Namuncurá – Peiné – Av. Santa Ana – (Fin Vuelta Redonda) – Arrecifes – Av. Duarte Quirós – Misiones – Caseros – Mariano Moreno – Rodríguez Peña – Av. Colon – Av. Emilio Olmos – Av. Maipú – Puente Maipú – Fray Mamerto Esquiú – Av. Juan B. Justo – Ricardo Levene – Miguel Cané – Conrado Nale Roxlo – Julio Arboleda – Carlos Giménez – Av. Florencio Parravicini – Av. Agustín Rabello – Rotonda Av. Leandro N. Alem – Av. Rancagua – José María Lahora hasta Martiniano Chilavert.[1]